# Buergersiochloa
Buergersiochloa és un gènere de plantes de la família de les poàcies, ordre de les poals, subclasse de les commelínides, classe de les liliòpsides, divisió dels magnoliofitins.

## Taxonomia
A juny de 2024, el gènere només té una espècie acceptada:
- Buergersiochloa bambusoides Pilg.